# Districtul Lushnjë
Lushnjë este un district în Albania.
Are în componență următoarele municipalități:
- Allkaj
- Ballagat
- Bubullimë
- Divjakë
- Dushk
- Fier-Shegan
- Golem
- Grabian
- Gradishtë
- Hysgjokaj
- Karbunarë
- Kolonjë
- Krutje
- Lushnjë
- Rremas
- Tërbuf

1. 1 2  GeoNames